# Holy Diver (videogioco)
Holy Diver (ホーリーダイヴァー?) è un videogioco a piattaforme sviluppato nel 1989 da Irem e pubblicato per Nintendo Entertainment System. Distribuito esclusivamente in Giappone, il gioco, il cui titolo è ispirato all'omonimo album del gruppo musicale Dio, contiene numerosi riferimenti all'heavy metal.

## Modalità di gioco
Il gameplay di Holy Diver è basato su Castlevania.